# Parque das Acácias
O Parque das Acácias, é um parque urbano público situado em Uberaba, no estado de Minas Gerais. Foi estabelecido no ano de 2008 nas imediações do piscinão da cidade, o qual foi projetado para gerenciar o escoamento das águas pluviais e minimizar o risco de enchentes no centro da cidade. Com uma área total de 14,8 hectares, o parque atende à população em geral, oferecendo acesso seguro à prática de atividades físicas e esportivas, bem como experiências socioculturais, educativas, ambientais, de lazer e recreativas.

## Origem
O parque foi criado como parte integrante de medidas municipais voltadas para o controle de enchentes, e gerenciamento hídrico, tendo sua localização no bairro Parque do Mirante, e informalmente conhecido como "Piscinão". O seu estabelecimento teve como objetivo central a regulação do fluxo de água proveniente de nascentes e regiões adjacentes, o que contribuiu para a modulação dos cursos d'água da bacia hidrográfica local. Com o tempo, o parque foi alvo de aprimoramentos, transformando-se em um espaço voltado para o lazer e entretenimento dos residentes de Uberaba.

## Estrutura
As obras do parque foram concluídas em três etapas:
1. Paisagismo feito com a plantação de 35.000m² de grama, e plantação de 2.150 mudas de plantas, sendo 77 de acácias, o que influenciou no nome do parque.
2. Serviços que abrangem sinalização viária, construção de rampas de acesso, implantação de redes de água e esgoto, instalação de mobiliário urbano, presença de guaritas, entre outros.
3. Iluminação interna, e externa.

Das instalações e características da infraestrutura do parque, destacam-se:
- Pista de caminhada com 1500 metros
- Pistas de skate e bocha
- Quiosques com pias e bancadas
- Instalações sanitárias para garantir a comodidade dos frequentadores.
- Áreas de recreação
- Lanchonete
- Quadras poliesportivas
- Caramanchões para descanso e abrigo.
- Pista de cooper com piso tátil que possibilita caminhada aos deficientes visuais.
- Academia pública

## Administração
Inicialmente sob a Secretaria Municipal de Esporte e Lazer - SMEL, sua administração envolveu colaborações com diversos órgãos, incluindo Meio Ambiente, Trânsito, Saúde e Educação. A partir de 2015, houve a transferência de responsabilidade para a Fundação Municipal de Esporte e Lazer - FUNEL, mantendo-se a parceria com órgãos semelhantes. A supervisão das permissões para uso do parque foi designada à Secretaria Municipal de Defesa Social, Trânsito e Transporte - SEDEST, visando à otimização da gestão e preservação do local para o benefício da comunidade local.

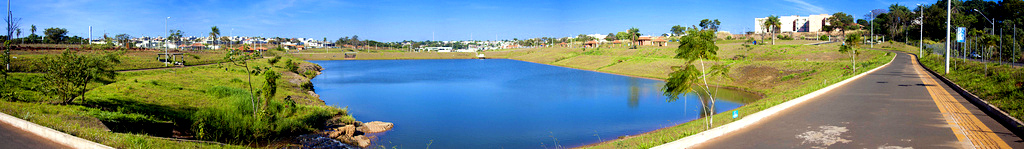
Vista panorâmica do Parque das Acácias (2010).